# Jeremy Guilbaut
Jeremy Guilbaut (Vancouver, Columbia Británica, Canadá; 2 de junio de 1980) es un actor canadiense, que actúa principalmente en telefilmes y series de televisión. A menudo actúa en películas de Hallmark Channel y sus canales subsidiarios. También ha actuado en series de televisión, como Battlestar Galactica, Millennium, Higher Ground y Edgemont.

## Filmografía

### Cine
| Año  | Título               | Personaje           |
| ---- | -------------------- | ------------------- |
| 2000 | Air Bud: World Pup   | Steve Stearns       |
| 2005 | Two for the Money    | Mitch               |
| 2013 | The Bouquet          | Noah                |
| 2016 | My boyfriends' dogs  | Eric                |
| 2018 | What Keeps You Alive | Productor ejecutivo |
| 2019 | Z (Posproducción)    | Productor ejecutivo |

### Telefilmes y series de televisión
| Año       | Título                                          | Personaje                      | Notas                                             |
| --------- | ----------------------------------------------- | ------------------------------ | ------------------------------------------------- |
| 1997      | Perfect Body                                    | Guy in Hallway                 | Telefilme                                         |
| 1997      | Breaker High                                    | Alvin Shpeer                   | 2 episodios; Rol de invitado (temporada 1)        |
| 1998      | Millennium                                      | Brant Carmody                  | Episodio 3.3: 'TEOTWAWKI'                         |
| 1999      | Hayley Wagner, Star                             | Peyton                         | Telefilme                                         |
| 2000      | The Adventures of Shirley Holmes                | Maurice                        | Episodio 4.7: 'The Case of the Perfect Boyfriend' |
| 2000      | Higher Ground                                   | Unknown                        | Episodio 1.14: 'The Kids Stay in the Picture'     |
| 2000-2001 | Daring & Grace: Teen Detectives                 | Dick Daring Jr                 | 13 episodios; Rol principal (temporada 1)         |
| 2001      | Seven Days                                      | Steve                          | Episodio 3.17: 'Kansas'                           |
| 2001      | The Outer Limits                                | Brent Kearns                   | Episodio 7.18: 'Lion's Den'                       |
| 2001      | The Miracle of the Cards                        | Steve Shergold                 | Telefilme                                         |
| 2001-2005 | Edgemont                                        | Derek MacMahon                 | 18 episodios; Rol recurrente (temporadas 2–5)     |
| 2002      | Breaking News                                   | Ski Instructor                 | Telefilme                                         |
| 2002      | Snow Queen                                      | Kai                            | Telefilme                                         |
| 2005      | Tru Calling                                     | Hank                           | Episodio 2.1: 'The Perfect Storm'                 |
| 2005      | Battlestar Galactica                            | Lt. Joe 'Hammerhead' Palladino | 2 episodios; Rol de invitado (temporada 2)        |
| 2006      | Merlin's Apprentice                             | William                        | 2 episodios                                       |
| 2007      | The Party Never Stops: Diary of a Binge Drinker | Grad Student                   | Telefilme                                         |
| 2008-2009 | The Guard                                       | Andrew Vanderlee               | 22 episodios; Rol principal (temporadas 1–3)      |
| 2009      | Private Practice                                | Dan                            | Episodio 3.7: 'The Hard Part'                     |
| 2011      | Fringe                                          | Agent Warrick                  | 2 episodios; Rol de invitado (temporadas 3–4)     |
| 2012      | The L.A. Complex                                | Mark                           | 5 episodios; Rol recurrente (temporada 2)         |
| 2013      | Whisper of Fear                                 | Sean                           | Telefilme                                         |
| 2013-2015 | Blackstone                                      | Syd Samuels                    | 4 episodios; Rol de invitado (temporadas 3–5)     |
| 2014      | The Good Mist                                   | Sheriff Grady Williams         | Telefilme                                         |
| 2014      | A Ring by Spring                                | Dave                           | Telefilme del Hallmark Channel                    |
| 2014      | My Boyfriends' Dogs                             | Eric                           | Telefilme del Hallmark Channel                    |
| 2015      | The Unauthorized Beverly Hills, 90210 Story     | Will                           | Telefilme                                         |
| 2015      | The Christmas Note                              | Jason                          | Telefilme del Hallmark Movies & Mysteries Channel |
| 2015      | The Whispers                                    | Mr. Brewster                   | 2 episodios; Rol de invitado (temporada 1)        |
| 2016      | All Things Valentine                            | Kit                            | Telefilme del Hallmark Channel                    |
| 2016      | Sandra Brown's White Hot                        | Chris Hoyle                    | Telefilme                                         |
| 2016      | Autumn in the Vineyard                          | Jonah Baldwin                  | Telefilme del Hallmark Channel                    |
| 2017      | Dead Over Heels: An Aurora Teagarden Mystery    | Tim Prentiss                   | Telefilme del Hallmark Movies & Mysteries Channel |
| 2017      | When Calls the Heart                            | Ray Wyatt                      | 8 episodios; Rol recurrente (temporada 4)         |
| 2017      | Destination Wedding                             | Grey Mount                     | Telefilme del Hallmark Channel                    |
| 2017      | Summer in the Vineyard                          | Jonah Baldwin                  | Telefilme del Hallmark Channel                    |
| 2017      | A Harvest Wedding                               | Payton Ellis                   | Telefilme del Hallmark Channel                    |
| 2018      | Jingle Around the Clock                         | Jay                            | Telefilme del Hallmark Channel                    |
| 2019      | The Last Bridesmaid                             | Aiden                          | Telefilme del Hallmark Channel                    |
| 2020      | The Christmas Waltz                             | David                          | Telefilme del Hallmark Channel                    |